# Garsauria aradoides
Garsauria aradoides – gatunek pluskwiaka z rodziny ziemikowatych i podrodziny Garsauriinae.

## Taksonomia
Gatunek ten opisany został po raz pierwszy w 1868 roku przez Francisa Walkera i umieszczony w monotypowym wówczas rodzaju Garsauria. W 1882 roku Victor Antoine Signoret opisał nowy gatunek i rodzaj, Microrhynchus beccarii. Jako że Microrhynchus okazał się być młodszym homonimem, w 1891 roku Ernst Evald Bergroth wprowadził dlań nazwę Microrrhamphus, tworząc kombinację Microrrhamphus beccarii. Synonimizacji taksonu opisanego przez Signoreta z G. aradoides dokonał w 1899 roku William Lucas Distant.

## Morfologia
Pluskwiak o ciele spłaszczonym grzbietowo-brzusznie, w zarysie mającym prawie równoległe boki, u samców długości od 8,6 do 11,3 mm i szerokości od 4,45 do 5,5 mm, u samic zaś długości od 8,1 do 10 mm i szerokości od 4,56 do 5,45 mm. Głowa jest szersza niż dłuższa, gęsto punktowana, zaopatrzona w duże i wyłupiaste, czarniawobrązowe oczy złożone, żółtawobrązowe, brązowe lub rudobrązowe przyoczka oraz brązowe do czarniawobrązowych czułki zbudowane z pięciu członów, z których drugi jest drobny. Czteroczłonowa, brązowa kłujka sięga w spoczynku do przedniej pary bioder lub nieco za nią. Wyraźnie szersze niż dłuższe przedplecze ma dwa wyraźne wgłębienia i poza bocznymi brzegami gęsto punktowaną powierzchnię. Na przedzie przedplecza brak jest podługowatego wcisku między parą małych guzków środkowych. Tarczka jest mała, o kształcie szerszego niż dłuższego trójkąta, przed wierzchołkiem z parą wyraźnych wcięć bocznych, na powierzchni punktowana z wyjątkiem pary ukośnych, matowych plamek przy kątach przednich. Półpokrywy mają duże, wyraźnie punktowane przykrywki, po dwa szeregi punktów na międzykrywkach, gęsto punktowane mezokoria, słabiej punktowane egzokoria oraz brązowe, węższe od odwłoka zakrywki. Odnóża są niezmodyfikowane, o smukłych goleniach z trójczłonowymi stopami osadzonymi wierzchołkowo. Odwłok samca charakteryzuje się dobrze zesklerotyzowaną kapsułą genitalną pozbawioną językowatego wyrostka na stronie brzusznej. U samicy grzbietowy brzeg segmentu genitalnego jest prosty lub nieco tylko pośrodku zafalowany.

## Ekologia i występowanie
Owad ten zasiedla nizinne lasy równikowe.
Gatunek zamieszkujący krainy orientalną i australijską, znany z malezyjskiego stanu Sarawak, indonezyjskich Sumatry, Jawy i Moluków oraz z Nowej Gwinei i Wysp Salomona.